# Trường hấp dẫn

Bản đồ dị thường trọng lực của trọng trường Trái Đất từ vệ tinh GRACE.

Trong vật lý học, trường hấp dẫn là một mô hình được sử dụng để giải thích sự ảnh hưởng của một vật thể khối lượng lớn lên không gian bao xung quanh nó, tạo ra lực tác dụng lên một vật thể có khối lượng khác. Do đó, trường hấp dẫn được sử dụng để giải thích hiện tượng hấp dẫn, và đo bằng đơn vị newton trên kilôgram (N/kg). Trong dạng gốc của nó, hấp dẫn là một lực giữa các khối lượng điểm. Tiếp nối Newton, Laplace xây dựng mô hình hấp dẫn kiểu như trường bức xạ hoặc chất lỏng, và từ thế kỷ 19 các cách giải thích cho hiện tượng hấp dẫn đã được dạy theo lối phát biểu của một mô hình trường, hơn là lực hút giữa các điểm với nhau.
Trong mô hình trường, khác biệt với hai hạt hút lẫn nhau, các hạt làm cong không thời gian thông qua khối lượng của chúng, và sự cong này được cảm nhận và đo như là một "lực". Trong mô hình này có thể nói rằng vật chất di chuyển theo cách đáp ứng lại độ cong của không thời gian, và do đó hoặc là không có lực hấp dẫn, hoặc hấp dẫn là lực giả.

## Cơ học cổ điển
Trong cơ học cổ điển, trường hấp dẫn được miêu tả bằng định luật vạn vật hấp dẫn của Newton. Trường hấp dẫn g xung quanh một hạt khối lượng M xác định theo cách này là một trường vectơ mà tại mỗi điểm chứa một vectơ chỉ theo hướng đi vào tâm của hạt. Độ lớn của trường tại mỗi điểm được tính bằng định luật của Newton, và miêu tả lực trên một đơn vị khối lượng tác động lên một vật thể bất kỳ nằm tại điểm đó trong không gian. Bởi vì trường lực này là bảo toàn, do vậy thế năng trên mỗi đơn vị khối lượng, Φ, tại mỗi điểm trong không gian đi kèm với trường lực; hay còn gọi là thế năng hấp dẫn. Phương trình trường hấp dẫn là
{\displaystyle \mathbf {g} ={\frac {\mathbf {F} }{m}}=-{\frac {{\rm {d}}^{2}\mathbf {R} }{{\rm {d}}t^{2}}}=-GM{\frac {\mathbf {\hat {R}} }{|\mathbf {R} |^{2}}}=-\nabla \Phi ,}
với F là lực hấp dẫn, m là khối lượng của hạt thử, R là vị trí của hạt thử, {\displaystyle \mathbf {\hat {R}} } là vectơ đơn vị theo hướng của R, t là thời gian, G là hằng số hấp dẫn, và ∇ là toán tử del.
Phương trình này chứa đựng định luật vạn vật hấp dẫn của Newton, và mối liên hệ giữa thế năng hấp dẫn và gia tốc của trường. Lưu ý rằng d2R/dt2 và F/m cả hai đều bằng gia tốc trọng trường g (tương đương với gia tốc quán tính, do vậy có cùng dạng phương trình toán học, nhưng cũng được định nghĩa bằng lực hấp dẫn trên một đơn vị khối lượng). Dấu trừ được thêm vào vì lực tác dụng hút hai vật. Phương trình trường tương đương theo dạng mật độ khối lượng ρ của khối lượng hút là:
{\displaystyle -\nabla \cdot \mathbf {g} =\nabla ^{2}\Phi =4\pi G\rho \!}
mà cũng bao hàm định luật Gauss cho hấp dẫn, và phương trình Poisson cho hấp dẫn. Định luật Newton và định luật Gauss là tương đương về mặt toán học và liên hệ với nhau bởi định lý phân kỳ. Phương trình Poisson thu được bằng cách lấy phân kỳ ở cả hai vế của phương trình trước đó. Những phương trình cổ điển này là các phương trình chuyển động dạng vi phân cho một hạt thử nằm trong trường hấp dẫn, có nghĩa là khi viết ra và giải phương trình cho phép xác định và miêu tả chuyển động của khối lượng thử.
Trường hấp dẫn bởi nhiều hạt được miêu tả bằng cộng vectơ của mỗi trường bao quanh cho từng hạt. Một vật nằm trong trường hấp dẫn của nhiều hạt sẽ chịu một lực bằng tổng vectơ của mỗi lực mà nó chịu từ từng trường riêng rẽ. Điều này tương đương với phương trình toán học:
{\displaystyle \mathbf {g} _{j}^{\text{(net)}}=\sum _{i\neq j}\mathbf {g} _{i}={\frac {1}{m_{j}}}\sum _{i\neq j}\mathbf {F} _{i}=-G\sum _{i\neq j}m_{i}{\frac {\mathbf {\hat {R}} _{ij}}{{|\mathbf {R} _{i}-\mathbf {R} _{j}}|^{2}}}=-\sum _{i\neq j}\nabla \Phi _{i}}
nghĩa là trường hấp dẫn tác dụng lên khối lượng mj là tổng của mọi trường hấp dẫn do các khối lượng mi khác, ngoại trừ chính mj. Vectơ đơn vị {\displaystyle \mathbf {\hat {R}} _{ij}} theo hướng của vectơ Ri − Rj.

## Thuyết tương đối rộng
Trong thuyết tương đối rộng, trường hấp dẫn được miêu tả bằng tenxơ mêtric {\displaystyle g_{\mu \nu }}  là nghiệm của phương trình trường Einstein đối với mỗi một cấu hình phân bố vật chất của tenxơ ứng suất–năng lượng,
{\displaystyle \mathbf {G} =R_{\mu \nu }-{\frac {1}{2}}Rg_{\mu \nu }={\frac {8\pi G}{c^{4}}}\mathbf {T} .}
Ở đây T là tenxơ ứng suất–năng lượng, G là tenxơ Einstein, và c là tốc độ ánh sáng,
Những phương trình này phụ thuộc vào sự phân bố vật chất và năng lượng trong vùng không gian, không giống như lý thuyết của Newton khi hấp dẫn chỉ phụ thuộc vào sự phân bố của vật chất. Cũng trường hấp dẫn trong thuyết tương đối tổng quát biểu diễn cho sự cong của hình học không thời gian. Thuyết tương đối tổng quát phát biểu rằng vật thể nằm trong vùng không thời gian cong là tương đương với sự chuyển động gia tốc của nó theo hướng gradien của trường. Theo định luật hai của Newton, điều này sẽ khiến vật chịu một lực quán tính nếu nó vẫn được giữ trong trường này. Điều này giải thích tại sao một người cảm thấy bị hút xuống khi đứng trên bề mặt Trái Đất. Nói chung, trường hấp dẫn miêu tả bởi thuyết tương đối rộng chỉ khác với cơ học cổ điển trong trường hợp khối lượng là lớn (như đối với lỗ đen, sao neutron hoặc khi khối lượng tăng đáng kể so với tăng khoảng cách như ở phạm vị lớn hơn 100Mpc trên quy mô Vũ trụ) hoặc chuyển động xấp xỉ tốc độ ánh sáng. Một trong những ví dụ nổi tiếng về sự khác biệt đó là sự lệch của tia sáng khi đi gần Mặt Trời.